# Teratopora agramma
Teratopora agramma là một loài bướm đêm thuộc phân họ Arctiinae, họ Erebidae.